# 中川望
中川 望（なかがわ のぞむ、1875年（明治8年）3月15日 - 1964年（昭和39年）4月1日）は、日本の内務官僚、政治家。貴族院議員、枢密顧問官、錦鶏間祗候。

## 経歴
宮城県出身。仙台藩士・中川操吉の二男として生まれる。第二高等学校を経て、1901年7月、東京帝国大学法科大学法律学科（英法）を卒業。内務省に入省し内務属・総務局文書課兼地方局勤務となる。同年11月、文官高等試験に合格。
1903年7月、福島県参事官に就任。以後、兵庫県参事官、内務省参事官・衛生局保健課長、地方局市町村課長、埼玉県内務部長などを歴任。1909年12月から1911年2月まで欧米へ出張した。
1913年1月、地方局府県課長兼市町村課長となり、神奈川県内務部長、内務省衛生局長を務めた。1917年12月、山口県知事に発令され、鹿児島県知事を経て、1923年9月、大阪府知事に就任。1926年11月、松島遊郭疑獄に関して大阪地方裁判所検事局から予審尋問を受けた。1927年5月17日に依願免本官となる。
1929年7月、内務省復興局長官に就任し、1930年4月、復興局の改組に伴い廃官となる。1932年2月、日本赤十字社副社長となり1946年6月まで在任。1932年9月27日、錦鶏間祗候を仰せ付けられる。1939年8月28日に貴族院勅選議員に任じられ、同和会に属し1947年（昭和22年）1月23日まで在任。同年同月、枢密顧問官に任命されたが、同年5月に枢密院が廃止され失職した。
中川望は正教徒であった。1929年12月15日、関東大震災で被災したニコライ堂の復興成聖式に（個人資格で）参加したことが記録に残されている。墓所は多磨霊園。

## 栄典
- 1916年（大正5年）1月19日 - 勲四等旭日小綬章[9]
- 1920年（大正9年）11月1日 - 旭日中綬章[10]
- 1921年（大正10年）7月1日 - 第一回国勢調査記念章[11]
- 1930年（昭和5年）12月5日 - 帝都復興記念章[12]
- 1940年（昭和15年）8月15日 - 紀元二千六百年祝典記念章[13]

## 親族
- 長男 中川淳（内務省官吏）
- 義父 大森鍾一（内務官僚）

## 著作
- 『優良村巡り - 自治講話』洛陽堂、1914年。